# BIRC7
BIRC7 (англ. Baculoviral IAP repeat containing 7) – білок, який кодується однойменним геном, розташованим у людей на короткому плечі 20-ї хромосоми. Довжина поліпептидного ланцюга білка становить 298 амінокислот, а молекулярна маса — 32 798.
| 10         |  | 20         |  | 30         |  | 40         |  | 50         |
| ---------- |  | ---------- |  | ---------- |  | ---------- |  | ---------- |
| MGPKDSAKCL |  | HRGPQPSHWA |  | AGDGPTQERC |  | GPRSLGSPVL |  | GLDTCRAWDH |
| VDGQILGQLR |  | PLTEEEEEEG |  | AGATLSRGPA |  | FPGMGSEELR |  | LASFYDWPLT |
| AEVPPELLAA |  | AGFFHTGHQD |  | KVRCFFCYGG |  | LQSWKRGDDP |  | WTEHAKWFPS |
| CQFLLRSKGR |  | DFVHSVQETH |  | SQLLGSWDPW |  | EEPEDAAPVA |  | PSVPASGYPE |
| LPTPRREVQS |  | ESAQEPGGVS |  | PAEAQRAWWV |  | LEPPGARDVE |  | AQLRRLQEER |
| TCKVCLDRAV |  | SIVFVPCGHL |  | VCAECAPGLQ |  | LCPICRAPVR |  | SRVRTFLS   |

A: Аланін

C: Цистеїн

D: Аспарагінова кислота

E: Глутамінова кислота

F: Фенілаланін

G: Гліцин

H: Гістидин

I: Ізолейцин

K: Лізин

L: Лейцин

M: Метіонін

P: Пролін

Q: Глутамін

R: Аргінін

S: Серин

T: Треонін

V: Валін

W: Триптофан

Кодований геном білок за функціями належить до трансфераз, інгібіторів протеаз, інгібіторів тіолових протеаз. 
Задіяний у таких біологічних процесах, як апоптоз, убіквітинування білків, альтернативний сплайсинг. 
Білок має сайт для зв'язування з іонами металів, іоном цинку. 
Локалізований у цитоплазмі, ядрі, апараті гольджі.